# Патриотическая идеология в русской фантастике
Патриотическая фантастика — жанр или сегмент российской фантастической литературы, осмысливающий вооруженные столкновения с участием России в будущем или в рамках альтернативной истории. В частности, театром военных действий иногда становится Украина, а вероятным противником становятся вооружённые силы НАТО. Зародилась в 1990 году в рамках самиздата и сразу же разделилась на два субжанра «исторический детектив» и «космическая опера». Основателем «патриотической фантастики» считается Юрий Петухов, который занял критическую позицию по отношению к либеральному мейнстриму в лице последователей братьев Стругацких. Отличительной особенностью «патриотической фантастики» является приписывание России мессианской роли в мировом историческом процессе. Нередко в патриотической фантастике проскальзывают реваншистские нотки и «имперские грёзы», что обыкновенно отрицательно воспринимается литературными критиками.

## Известные представители
- Петухов, Юрий Дмитриевич («Звёздная месть», 1990)[3]
- Ярослав Веров («Завхоз Вселенной», 2007)[4]
- Злотников, Роман Валерьевич («Империя наносит ответный удар», 2007)[5]
- Звягинцев, Василий Дмитриевич («Одиссей покидает Итаку», 2005)[6]
- Березин, Фёдор Дмитриевич[7]
- Мазин, Александр Владимирович
- Максимушкин, Андрей Владимирович («Советская Британия», 2010)
- Головачёв, Василий Васильевич
- Рыбаков, Вячеслав Михайлович («Гравилёт «Цесаревич»», 1993)